# Distrikt Sincos
Der Distrikt Sincos liegt in der Provinz Jauja in der Region Junín in Südwest-Zentral-Peru. Der Distrikt wurde am 16. November 1864 gegründet. Er hat eine Fläche von 231 km². Beim Zensus 2017 lebten 4056 Einwohner im Distrikt Sincos. Im Jahr 1993 lag die Einwohnerzahl bei 3678, im Jahr 2007 bei 4469. Verwaltungssitz ist die am westlichen Flussufer des Río Mantaro auf einer Höhe von etwa 3300 m gelegene Ortschaft Sincos mit 1454 Einwohnern (Stand 2017). Sincos befindet sich 17 km südöstlich der Provinzhauptstadt Jauja. Ein weiterer größerer Ort im Distrikt ist Aramchay mit 615 Einwohnern.

## Geographische Lage
Der Distrikt Sincos liegt im Andenhochland im Süden der Provinz Jauja. Er hat eine maximale Längsausdehnung in West-Ost-Richtung von etwa 30 km. Die östliche Distriktgrenze bildet der nach Südosten strömende Río Mantaro. Im Südwesten verläuft der Río Pucara, ein linker Nebenfluss des Río Cunas, entlang der Distriktgrenze nach Osten.
Der Distrikt Sincos grenzt im Westen an den Distrikt Canchayllo, im Norden an die Distrikte Llocllapampa, Paccha und Leonor Ordóñez, im Nordosten an den Distrikt Matahuasi (Provinz Concepción) sowie im Süden an die Distrikte Mito, Aco, Chambara und San José de Quero (alle in der Provinz Concepción).